# Olympische Jugend-Sommerspiele 2010/Teilnehmer (Gambia)
| Gelbes Symbol für Goldmedaillen mit stilisierten Olympischen Ringen | Graues Symbol für Silbermedaillen mit stilisierten Olympischen Ringen | Braundes Symbol für Bronzemedaillen mit stilisierten Olympischen Ringen |
| ------------------------------------------------------------------- | --------------------------------------------------------------------- | ----------------------------------------------------------------------- |
| —                                                                   | —                                                                     | —                                                                       |

Die Gambische Jugend-Olympiamannschaft bestand aus vier Sportlerinnen und Sportlern (zwei Athletinnen und zwei Athleten) für die I. Olympischen Jugend-Sommerspiele vom 14. bis 26. August 2010 in Singapur.
Die Gambischen Sportler erzielten keine Medaille.

## Athleten nach Sportart

### Leichtathletik
Laufen und Gehen
| Frauen       |                |         |       |         |    |
| Fatou Sowe   | 100-Meter-Lauf | 12,73 s | 17 qC | 12,52 s | 15 |
| Binta Jatta  | 200-Meter-Lauf | 27,38 s | 15 qC | 26,45 s | 15 |
| Jungen       |                |         |       |         |    |
| Ousman Gibba | 200-Meter-Lauf | 22,09 s | 10 qB | 22,16 s | 11 |
| Omar Ceesay  | 400-Meter-Lauf | 52,09 s | 18 qC | 50,07 s | 16 |